# Scooby-Doo and the Monster of Mexico
Scooby-Doo and the Monster of Mexico is een Amerikaanse animatiefilm, de zesde film in een reeks direct-naar-video-films gebaseerd op de serie Scooby-Doo. De film kwam uit op 30 september 2003 en werd geproduceerd door Hanna-Barbera Cartoons. De regie was in handen van Scott Jeralds.

## Verhaal
Fred's penvriend Alejo Otero, die in Veracruz de Ignacio de la Llave woont, nodigt Fred en de rest van de Mystery Inc. groep uit om hem en zijn familie op te komen zoeken. Echter, kort nadat Jorge het bericht heeft gestuurd, wordt zijn dorp opeens doelwit van een monster dat door de dorpelingen El Chupacabra wordt genoemd.
Later, wanneer Mystery Inc arriveert, leidt Alejo hen rond in zijn grote hotel. Hij stelt ze ook voor aan zijn familie: zijn vrouw Sofia, zijn zoontje Jorge, zijn moeder Doña Dolores, zijn broer Luis, en Luis’ verloofde Charlene. Luis heeft Charlene ontmoet in Amerika, in een attractiepark gerund door Mr. Smiley. Tijdens het avondeten krijgt het gezelschap bezoek van een man genaamd Señor Fuente, die even wil praten met Alejo en Luis. Volgens Dolores heeft Fuente het al sinds de dood van haar man voorzien op het hotel, en komt geregeld Alejo een aanbod doen. Ook dit keer wil Alejo niet verkopen. Fuente vertrekt, en de familie gaat naar binnen vanwege een opstekende storm. Binnen wordt Alejo gedwongen de groep te vertellen over het monster. Hij heeft behalve Mystery Inc. niet veel andere gasten omdat El Chupacabra ze wegjaagt.
Gedurende de nacht schrikken Shaggy en Scooby-Doo wakker van een vreemd geluid. Ze wekken Fred. Velma, en Daphne. Buiten vindt het team voetafdrukken, en Fred besluit dat het team de zaak moet onderzoeken.
De volgende dag gaan Alejo en Luis op zoek naar het monster. Charlene geeft Luis een geluksamulet mee. Daphne ondervraagt de dorpelingen, maar geen van hen heeft El Chupacabra kunnen vinden. Wanneer ze terugkomen bij de Mystery Machine, blijkt dat iemand er een tekst op heeft geschreven. Uit de tekst blijkt dat het team onmiddellijk moet vertrekken, of anders de volgende morgen niet zal halen. De groep besluit hun zoektocht ‘s nachts voort te zetten.
Die nacht splitst de groep op. Fred, Velma, en Daphne gaan de ene kant op, en Alejo en Luis de andere. Shaggy en Scooby blijven bij de Mystery Machine. De twee vallen al snel in slaap en merken niet dat iemand de remmen van de Mystery Machine saboteert. Ondertussen ontmoetten Fred, Velma en Daphne een medicijnman genaamd El Curandero, die hen vertelt dat ze de geschiedenis moeten bestuderen en dat ze in groot gevaar zijn. Alejo en Luis vinden El Chupacabra. Alejo wordt door het monster een ravijn in gedreven, maar kan zich vasthouden aan een uitstekende tak. Na een tijdje arriveert Luis, en helpt zijn broer omhoog.
Shaggy en Scooby starten de Mystery Machine om de anderen te gaan zoeken, maar beseffen al snel dat ze niet kunnen remmen. Pas na een wilde rit komt de wagen tot stilstand omdat de benzine op is.
Nadat de wagen is gerepareerd bezoekt het team een geschiedenismuseum. Hier ontmoeten ze een verdachte en hyperactieve museumwachter die hen een rondleiding door het museum geeft. De museumwachter probeert Daphne te ontvoeren, maar het team kan haar redden en het museum verlaten. Thuis ontdekken ze dat het amulet dat Luis van Charlene kreeg een zendertje bevat.
De volgende dag is de Dag van de Doden. Het team hoort van Dolores dat Charlene is gevangen door El Chapucabra. Terwijl de familie offers brengt bij het graf van Señor Otero (Alejo’s overleden vader), verschijnt opeens diens geest. De geest vertelt de familie dat ze het hotel moeten verkopen, anders zullen er grote problemen komen. Scooby ontdekt een geurspoor en volgt dit. Zo komt hij erachter dat verderop een man in een skeletpak de nepgeest bestuurt. Hij wordt gevangen en ontmaskerd. Het blijkt de attractieparkeigenaar Mr. Smiley te zijn.
Voordat ze Smiley kunnen ondervragen duikt El Chupacabra weer op. Het team slaagt erin ook dit monster te vangen en te ontmaskeren. Het blijkt de museumwachter te zijn. Ze vertelt dat zij en Mr. Smiley een relatie hebben, en al het land in de omgeving wilden bemachtigen. Wanneer Luis haar vraagt waar Charlene is, beweert ze dat hij Charlene nooit meer zal zien. Velma vertrouwt het niet, en trekt nog een masker af. De museumwachter blijkt zelf Charlene te zijn. Fred vertelt dat men al vermoedde dat het monster niet iemand uit de omgeving was. De tekst op hun busje was namelijk niet in goed Spaans geschreven, en dus afkomstig van iemand die geen Spaans sprak.
Señor Fuente, die ook zijn zinnen op het hotel had gezet, vertelt dat hij het besluit van de familie om het hotel niet te verkopen accepteert. Charlene en Mr. Smiley worden gearresteerd, terwijl het team de Dag van de Doden viert.

## Rolverdeling
| Acteur           | Personage                        |
| ---------------- | -------------------------------- |
| Frank Welker     | Fred Jones, Scooby-Doo           |
| Heather North    | Daphne Blake                     |
| Nicole Jaffe     | Velma Dinkley                    |
| Casey Kasem      | Shaggy Rogers                    |
| Brandon Gonzalez | Jorge Otero                      |
| Jesse Borrego    | Luis Otero                       |
| Candi Milo       | Charlene Otero/Museumwachter     |
| Rita Moreno      | Doña Dolores                     |
| Maria Canals     | Sofia Otero                      |
| Rip Taylor       | Mr. Smiley/Geest van Señor Otero |
| Castulo Guerra   | Señor Fuente                     |
| Benito Martinez  | El Curandero                     |
| Eddie Santiago   | Alejo Otero                      |

## Trivia
- In de film wordt tweemaal gerefereerd aan The Wizard of Oz uit 1939 door middel van citaten:
  - Wanneer Fred, Velma, en Daphne verdwaald zijn doen ze hun eigen versie van de bekende zin "Lions and tigers and bears, oh my!"

Daphne: Do you suppose we'll meet any wild animals?
Fred: We might.
Velma: Mostly coyotes, and jaguars, and boars.
Daphne: Coyotes?
Fred: And jaguars?
Velma: And boars.
Daphne: Oh, my!
- Wanneer de groep een man in skeletkostuum vindt die de nepgeest bestuurt.

Skeleton: Pay no attention to the man behind the curtain.
- In de film is op de achtergrond een bioscoop te zien waar een film genaamd Legend of the Vampire draait. Dit was ook de titel van de vorige Scooby-Doo film.
- In de film wordt de Chupacabra neergezet als een Mexicaanse versie van Bigfoot. Dit is echter niet in overeenstemming met de legende over de Chupacabra.